# Swiss Music Awards 2009
La 2ª edizione degli Swiss Music Awards si è tenuta il 19 febbraio 2009 a Zurigo, Svizzera trasmessa il giorno dopo dal Kaufleuten sul canale ProSieben. È stata condotta dall'attrice e modella Melanie Winiger e dal giornalista Marco Fritsche.
Amy Macdonald l'ha fatta da padrone vincendo 2 dei premi più ambiti della manifestazione: Miglior canzone internazionale e Miglior album pop/rock internazionale.
Gli artisti esibitisi sul palco del Kaufleuten sono stati: Silbermond, Seven, Lovebugs, Ritschi, Stress, Nek e Amy Macdonald.

## Premi
I vincitori della categoria sono evidenziati in grassetto.

### Miglior brano nazionale
- Rosalie, Bligg
- My Man Is a Mean Man, Stefanie Heinzmann
- Severina, Mark Sway

### Miglior brano internazionale
- This Is the Life, Amy Macdonald
- Mercy, Duffy
- I Kissed a Girl, Katy Perry

### Miglior album pop/rock nazionale
- The Theory of Everything, Dada (ante portas)
- Z'Läbe Fägt, Göla
- Haubi Songs, Züri West

### Miglior album pop/rock internazionale
- This Is the Life, Amy Macdonald
- Black Ice, AC/DC
- Viva la vida or Death and All His Friends, Coldplay

### Miglior album urban nazionale
- 0816, Bligg
- Gangdalang, Phenomden
- Love Man Riding, Philipp Fankhauser

### Miglior album urban internazionale
- 808s & Heartbreak, Kanye West
- Growing Pains, Mary J. Blige
- Ich und meine Maske, Sido

### Rivelazione nazionale
- Phenomden
- Stefanie Heinzmann
- Sophie Hunger

### Rivelazione internazionale
- Amy Macdonald
- Leona Lewis
- Duffy

### Miglior album dance nazionale
- Tatana, DJ Tatana
- 10, Sir Colin
- Stop!, DJ Antoine

### Miglior rappresentante live nazionale
- Züri West
- Favez
- Sophie Hunger